# 시레트강

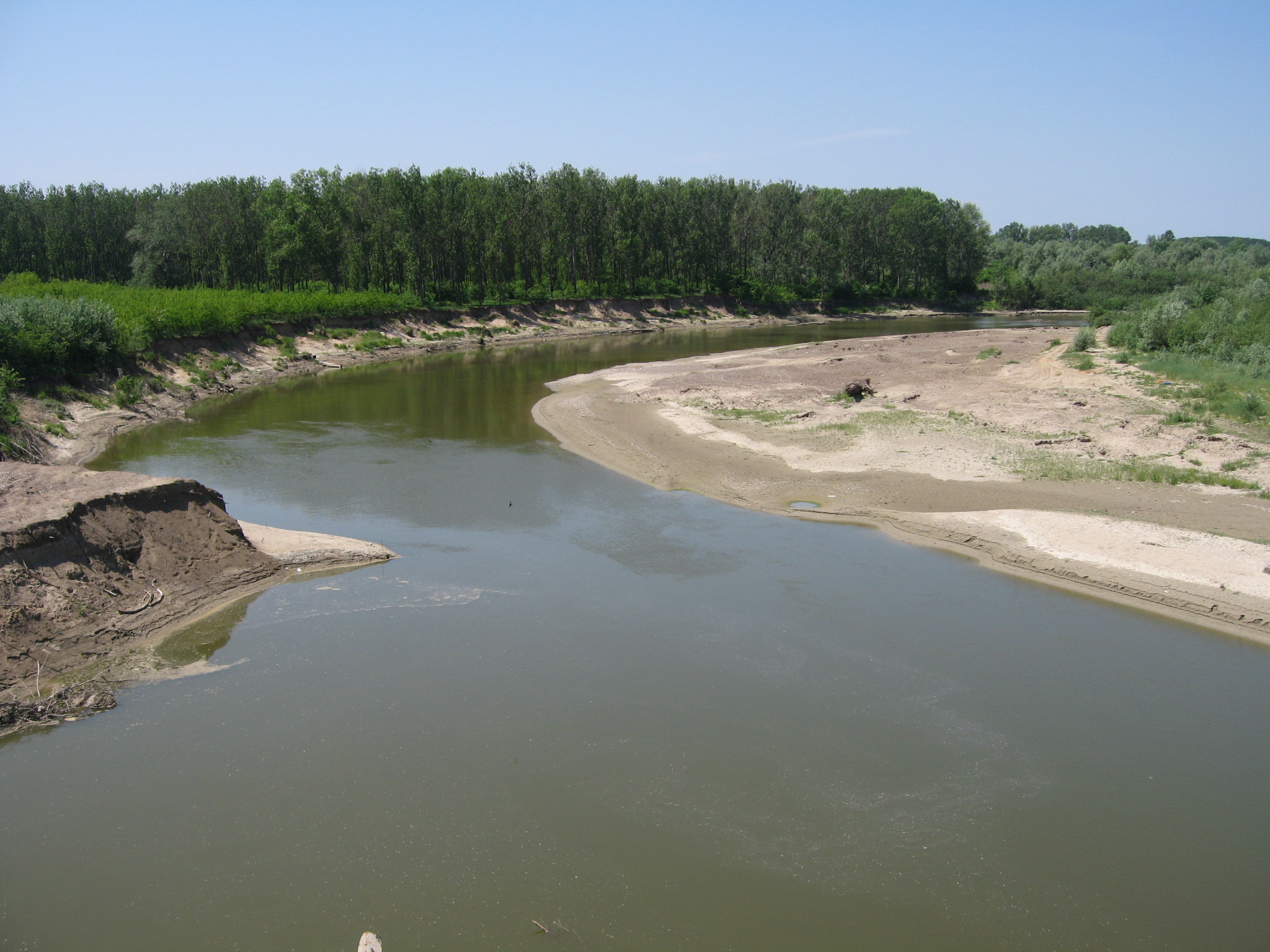
루마니아 이아시주를 흐르는 시레트강

시레트강(우크라이나어: Siret) 또는 세레트강(우크라이나어: Серет)은 루마니아와 우크라이나를 흐르는 강으로 길이는 647 km, 유역 면적은 44,811 km2, 평균 유속은 250 km/s이다. 우크라이나 체르니우치주에 위치한 카르파티아산맥 동부에서 발원하여 루마니아 보토샤니주, 수체아바주, 네암츠주, 이아시주, 바커우주, 브란체아주, 갈라치주를 흐는 다음에 루마니아 갈라치에서 도나우강과 합류한다.